# Castec
Castec is de naam van een frame van Honda motorfietsen. 
Het bestaat uit één aluminium gietstuk en werd toegepast op de Honda VT 250 Spada uit 1989. De naam komt van het Engelse to cast (gieten). Volgens hetzelfde procedé werden in de jaren negentig achtervorken gemaakt, die Castec Gull Arm heetten. De naam van deze achtervork was overigens eerst Tri Arm.